# Мелеагер (краљ)
Мелеагер Македонски (грчки: Μελέαγρος) је био краљ Македоније из династије Птолемејида, кратко време током 279. године п. н. е.

## Биографија
Мелеагер је био брат Птолемеја Керауна и син Птолемеја I Сотера, оснивача египатске династије Птолемејида и Еуридике. На македонском престолу наследио је свога брата Птолемеја Керауна, поставши тако други владар египатске династије Птолемејида који је носио титулу македонског краља. Птолемејиди су на македонски престо дошли након убиства Лизимаха, убрзо након битке код Курупедија 281. године п. н. е. Мелеагер се на македонском престолу задржао свега два месеца. Свргнут је од стране македонских трупа, које су на престо поставиле Антипатера Етезију, унука оснивача династије Антипатрида.